# Purpuricenus montanus
Purpuricenus montanus är en skalbaggsart som beskrevs av White 1853. Purpuricenus montanus ingår i släktet Purpuricenus och familjen långhorningar.
Artens utbredningsområde är Tibet. Inga underarter finns listade i Catalogue of Life.